# Floresmiro Dogiramá
Floresmiro Dogiramá Uainora (Alto Baudó, Chocó, ca. 1902 - ibídem, ca. 1982) fue un intelectual, dirigente y médico tradicional (jaibaná) embera dóbida (vid. lenguas chocó) colombiano. Participó activamente en la reclamación de títulos colectivos de tierras para los emberas en la cuenca alta del río Baudó, en Colombia, y colaboró estrechamente a lo largo de su vida con antropólogos y documentalistas como Erland Nordenskiöld y Brian Moser.

## Vida
La fuente de información más completa sobre la vida de Floresmiro, descrito por el antropólogo colombiano Luis Guillermo Vasco Uribe como «un hombre de dos mundos», desde las primeras andanzas con su padre, Villamoro Dogiramá, es Zrõarã nẽburã, una colección de relatos hechos por él y algunos parientes suyos reunida por el antropólogo colombiano Mauricio Pardo. Por su madre, Clementina Uainora, una embera panameña bilingüe, Floresmiro creció hablando embera y español, algo que sería determinante en el desarrollo de su vida en un tiempo en que apenas algunos indígenas chocoanos poseían un manejo completo del español. Así, siendo todavía muy joven, trabajó como asistente de Juanico Castro,  un comerciante cartagenero afincado en el Baudó. Gracias a Castro, Floresmiro llegó a tener una modesta colección de cartillas que usaría para enseñarse a sí mismo a leer y a escribir en español. Su astucia política y manejo del español hicieron que en 1918, cuando tenía apenas 16 años, se convirtiera en el primer indígena nombrado para el cargo de comisario de indígenas del Baudó, puesto en el que permanecería por 30 años hasta 1948. Floresmiro también sería, aunque por poco tiempo, uno de los primeros profesores indígenas en la región del Baudó, y en la actualidad una escuela en el área lleva su nombre.  
Otro factor relevante que dio forma a su vida fue viajar extensamente por el país, excediendo los límites del área ocupada por su gente. A sus 32 años recorrió extensamente la selva lluviosa del Pacífico de Colombia en busca de maestros de jaibanismo. Su curiosidad intelectual lo llevó, además, a aprender cantos chamánicos en lengua inga, teniendo como preceptores a chamanes ingas itinerantes. A lo largo de su vida adulta se harían frecuentes las expediciones a Antioquia para abastecerse de perros de caza. En 1950, con la muerte de una mujer embera a manos de una escuadra de la policía conservadora enviada en expedición punitiva contra los colaboradores de los liberales en la región, Floresmiro y su familia emigraron hacia Panamá, en donde permanecieron instalados por tres años, entre los ríos Jaqué y Balsas, hasta que la armada colombiana ejecutó su repatriación en un buque. Hizo también frecuentes viajes a Quibdó para interceder por su comunidad, defendiendo incluso a desconocidos que acudían a él para recibir ayuda. Su creciente prestigio y habilidad lo habían convertido en «una especie de abogado de toda la región».

## Producción escrita
En 1984 el Centro Gaitán de Bogotá publicó Zrõarã nẽburã (Historias de los antiguos), una compilación de cuentos narrados por Floresmiro y algunos parientes suyos reunida por el antrópologo colombiano Mauricio Pardo Rojas. Este documento sigue siendo hasta la actualidad la mayor recopilación escrita de literatura oral de los emberas del Chocó.

## Filmografía
En 1971 apareció en Embera: The End of the Road, el tercer documental de Disappearing World, una serie documental británica producida por Granada Films entre 1970 y 1993. En este documental, dirigido y producido por el documentalista británico Brian Moser con la asesoría de la antropóloga francesa Ariane Deluz, Floresmiro oficia un ritual de curación para su esposa enferma. En varios momentos a lo largo de la obra, además, Floresmiro presenta una visión sobre la situación de los indígenas en Colombia. Por ejemplo, en el curso de una fiesta típica embera, Floresmiro declara con vehemencia que
«los indios son la gente más abandonada de la República»
Estas ideas, que introducen al pensamiento político de Floresmiro, están acompañadas de algunas observaciones sobre las relaciones entre cholos, la denominación que reciben los emberas en español chocoano, y afrodescendientes en el occidente de Colombia.
La formación de Floresmiro como médico tradicional embera (jaibaná) es relatada más tarde, en la década de los 1980, en otro documental dirigido por el cinematografista colombiano Roberto Triana, esta vez con el acompañamiento de Mauricio Pardo Rojas.